# Hiroyuki Nishijima
Hiroyuki Nishijima (西嶋 弘之 Nishijima Hiroyuki?, nacido el 7 de abril de 1982 en Nara) es un futbolista japonés que se desempeña como defensa.

## Trayectoria

### Clubes
| Club                | País  | Año         |
| ------------------- | ----- | ----------- |
| Sanfrecce Hiroshima | Japón | 2001 - 2003 |
| Vissel Kobe         | Japón | 2004        |
| Consadole Sapporo   | Japón | 2004 - 2010 |
| Tokushima Vortis    | Japón | 2011 - 2012 |
| Yokohama FC         | Japón | 2013 - 2014 |
| Giravanz Kitakyushu | Japón | 2015 - 2017 |

## Estadística de carrera

### J. League
| Club                | Año   | J. League | J. League | Copa J. League | Copa J. League | Total | Total |
| Club                | Año   | Part.     | Goles     | Part.          | Goles          | Part. | Goles |
| ------------------- | ----- | --------- | --------- | -------------- | -------------- | ----- | ----- |
| Sanfrecce Hiroshima | 2001  | 0         | 0         | 0              | 0              | 0     | 0     |
| Sanfrecce Hiroshima | 2002  | 0         | 0         | 0              | 0              | 0     | 0     |
| Sanfrecce Hiroshima | 2003  | 0         | 0         | -              | -              | 0     | 0     |
| Vissel Kobe         | 2004  | 0         | 0         | 0              | 0              | 0     | 0     |
| Consadole Sapporo   | 2004  | 10        | 0         | -              | -              | 10    | 0     |
| Consadole Sapporo   | 2005  | 23        | 0         | -              | -              | 23    | 0     |
| Consadole Sapporo   | 2006  | 25        | 1         | -              | -              | 25    | 1     |
| Consadole Sapporo   | 2007  | 44        | 1         | -              | -              | 44    | 1     |
| Consadole Sapporo   | 2008  | 21        | 2         | 2              | 1              | 23    | 3     |
| Consadole Sapporo   | 2009  | 47        | 5         | -              | -              | 47    | 5     |
| Consadole Sapporo   | 2010  | 33        | 5         | -              | -              | 33    | 5     |
| Tokushima Vortis    | 2011  | 35        | 4         | -              | -              | 35    | 4     |
| Tokushima Vortis    | 2012  | 28        | 2         | -              | -              | 28    | 2     |
| Yokohama FC         | 2013  | 10        | 0         | -              | -              | 10    | 0     |
| Yokohama FC         | 2014  | 10        | 0         | -              | -              | 10    | 0     |
| Giravanz Kitakyushu | 2015  | 36        | 0         | -              | -              | 36    | 0     |
| Giravanz Kitakyushu | 2016  | 14        | 1         | -              | -              | 14    | 1     |
| Giravanz Kitakyushu | 2017  | 10        | 1         | -              | -              | 10    | 1     |
| Total               | Total | 346       | 22        | 2              | 1              | 348   | 23    |